# Albert Schweitzerplantsoen
Het Albert Schweitzerplantsoen is een park in de Rotterdamse wijk Ommoord. Het park ligt centraal in de wijk en is alleen bereikbaar voor fietsers en voetgangers.
Het park heeft als bijnaam de metrodriehoek. Dit verwijst naar de sneltramhaltes: Romeynshof, Hesseplaats en Graskruid. Deze haltes liggen in de uithoeken van het Albert Schweitzerplantsoen. Het heeft globaal gezien de vorm van een driehoek. In het midden van het Albert Schweitzerplantsoen staat het kunstwerk Scheidende wegen. De bewoners hebben het de bijnaam de Pispalen gegeven.
In 2008 werd het Albert Schweitzerplantsoen genomineerd voor de prijs van mooiste groenpunt in de deelgemeente Prins Alexander. Uiteindelijk won het nabijgelegen Ommoordse veld.
In het Albert Schweitzerplantsoen is er bij de aanleg van de sneltram voor gekozen geen spoorwegovergangen aan te leggen, maar twee tunneltjes. Deze tunneltjes werden door veel bewoners als onveilig ervaren en zijn daarom in april 2010 opgefleurd.
Albert Schweitzerplantsoen ·
Arboretum Trompenburg ·
Arboretum Hoogvliet ·
Dakpark ·
Getijdenpark Eiland van Brienenoord ·
Getijdenpark Feijenoord ·
Het Park ·
Hofbogenpark ·
Kralingse Bos ·
Museumpark ·
Nelson Mandelapark ·
Ommoordse veld ·
Oude Plantage ·
Park De Twee Heuvels ·
Park Honingen ·
Park Rozenburg ·
Park Schoonoord ·
Park Zestienhoven ·
Prinsenpark ·
Rietveldpark ·
Rijnhavenpark ·
Ruigeplaatbos ·
Semiramispark ·
Spinozapark ·
Vroesenpark ·
Wijktuin Ommoord ·
Wollefoppenpark ·
Zuiderpark